# Гіцерот Наталія Максимілліанівна
Наталія Максимілліанівна Гіцерот (17 лютого 1915, Саратов — 17 вересня 1991, Москва) — радянська акторка.

## Походження та навчання
Наталія Гіцерот народилась 1915 року. В 1930 році закінчила хореографічне відділення акторської школи в рідному Саратові. Починала свою акторську кар'єру акторкою балету у Саратовському театрі опери та балету.
У 1933—1934 роках навчалася на вокальному відділенні Московської консерваторії.
У 1940 році закінчила акторську школу при кіностудії «Мосфільм».

## Творча діяльність
Під час німецько-радянської війни Наталія Гицероту 1941—1943 роках працювала акторкою Ташкентської кіностудії і Ташкентського театру оперети, в 1943—1945 роках — фронтового театру. Після закінчення війни повернулась до Москви, де у 1945—1947 роках грала у Московському театрі естради та мініатюр. У 1947 році перейшла до Театру-студії кіноактора, де виступала на сцені 11 років (до 1958 року).
У 1958—1984 роках Наталія Гицерот — акторка Центральної кіностудії дитячих і юнацьких фільмів імені Горького.
З 1946 року працювала на дубляжі іноземних фільмів.

## Особисте життя
У 1939 році одружилася з актором Володимиром Балашовим, у шлюбі з яким прожила понад 10 років. Деякий час була одружена з Антонієм Ходурським. У шлюбі народила доньку.
Наталія Гіцерот померла 1991 року. Похована на Даниловському кладовищі Москви.

## Фільмографія
1. 1935: «Три товариші» — зубна лікарка
2. 1935: «Джульбарс» — Пері
3. 1939: «Сімнадцатилітні» — Галя
4. 1940: «Закон життя» — студентка
5. 1941: «БКС № 8. Ніч над Белградом» — сербська дівчина
6. 1941: «Новели» — донья Уракка («Небо і пекло»), одна з фрейлін («Свинопас»)
7. 1942: «Олександр Пархоменко» — дівчина в порту
8. 1942: «БКС № 11. Павуки» — Рената, асистент хірурга
9. 1954: «Ми з вами десь зустрічалися» — відпочивальниця
10. 1955: «Білий пудель» — пані Обольянінова
11. 1956: «Вольниця» — Марта Гнатівна, дружина Матвія Єгоровича
12. 1956: «Перші радощі» — прокурорша
13. 1957: «Круті сходи» — дружина професора Проскова
14. 1959: «Таврія» — Софія Фальцфейн
15. 1962: «Мішка, Серьога і я» — адресатка
16. 1963: «Великі і маленькі» — Рита, стенографістка
17. 1963: «Якщо ти маєш рацію...» — Висотіна
18. 1964: «Живе такий хлопець» — жінка з модельного салону
19. 1964: «Зелений вогник» — проводжаюча на пероні вокзалу
20. 1965: «Рік як життя» — мадам Антуан
21. 1965: «Операція «И» та інші пригоди Шурика» («Мара»[7]) — власниця собаки[8]
22. 1966: «Крила» — Наталія Максиміліанівна, секретар училища
23. 1967: «Вони живуть поруч» — Люся, дружина Лузгіна
24. 1967: "Пароль не потрібен — жінка в черзі
25. 1970: «Переступи поріг» — мама
26. 1972: «Моє життя» — Ажогіна
27. 1974: «Шпак і Ліра» — Луїза
28. 1977: «Приїхали на конкурс кухарі» — голова приймальної комісії
29. 1979: «Я чекатиму...» — бабуся Микити
30. 1980: «Таємниця Едвіна Друда» — покоївка містера Сапсі
31. 1982: «Покровські ворота» — слухачка лекції Орловича

## Озвучування мультфільмів
- 1950 — Чарівний скарб — чарівний птах